# Kebren (Flussgott)
Kebren (altgriechisch Κεβρήν Kebrḗn) ist in der griechischen Mythologie ein Flussgott, dessen Fluss, der Kebren, vor den Toren Trojas lag.
Er ist nach Parthenios und Strabon der Vater von Oinone. In der Bibliotheke des Apollodor ist er zudem der Vater von Asterope, der Geliebten des Aisakos, die bei Ovid Hesperia und bei Tzetzes Merope genannt wird.